# Ningbingia bulla
Ningbingia bulla је пуж из реда Stylommatophora и фамилије Camaenidae. 

## Угроженост
Ова врста се сматра рањивом у погледу угрожености врсте од изумирања.

## Распрострањење
Аустралија је једино познато природно станиште врсте.

## Станиште
Врста Ningbingia bulla има станиште на копну.